# Tomas van den Spiegel
Tomas van den Spiegel (Gante, Bélgica, 10 de julio de 1978) es un exjugador belga de baloncesto. Jugaba de pívot y último equipo fue el Telenet Ostende.
El 6 de octubre de 2016 fue elegido presidente de la Unión de Ligas Europeas de Baloncesto.

## Clubes
- Okapi Aalstar, 1995-97.
- Telindus Oostende, 1997-01.
- Fortitudo Bolonia, 2001-02.
- Telindus Oostende, 2002.
- Fortitudo Bolonia, 2002-04.
- Virtus Roma, 2004-06.
- CSKA Moscú, 2006-07.
- Prokom Trefl Sopot, 2007-08.
- CSKA Moscú, 2008.
- Real Madrid, 2008-10.
- Olimpia Milano, 2010-11.
- Telenet Ostende, 2011-2013.